# Ziermauer (Garron Lodge)

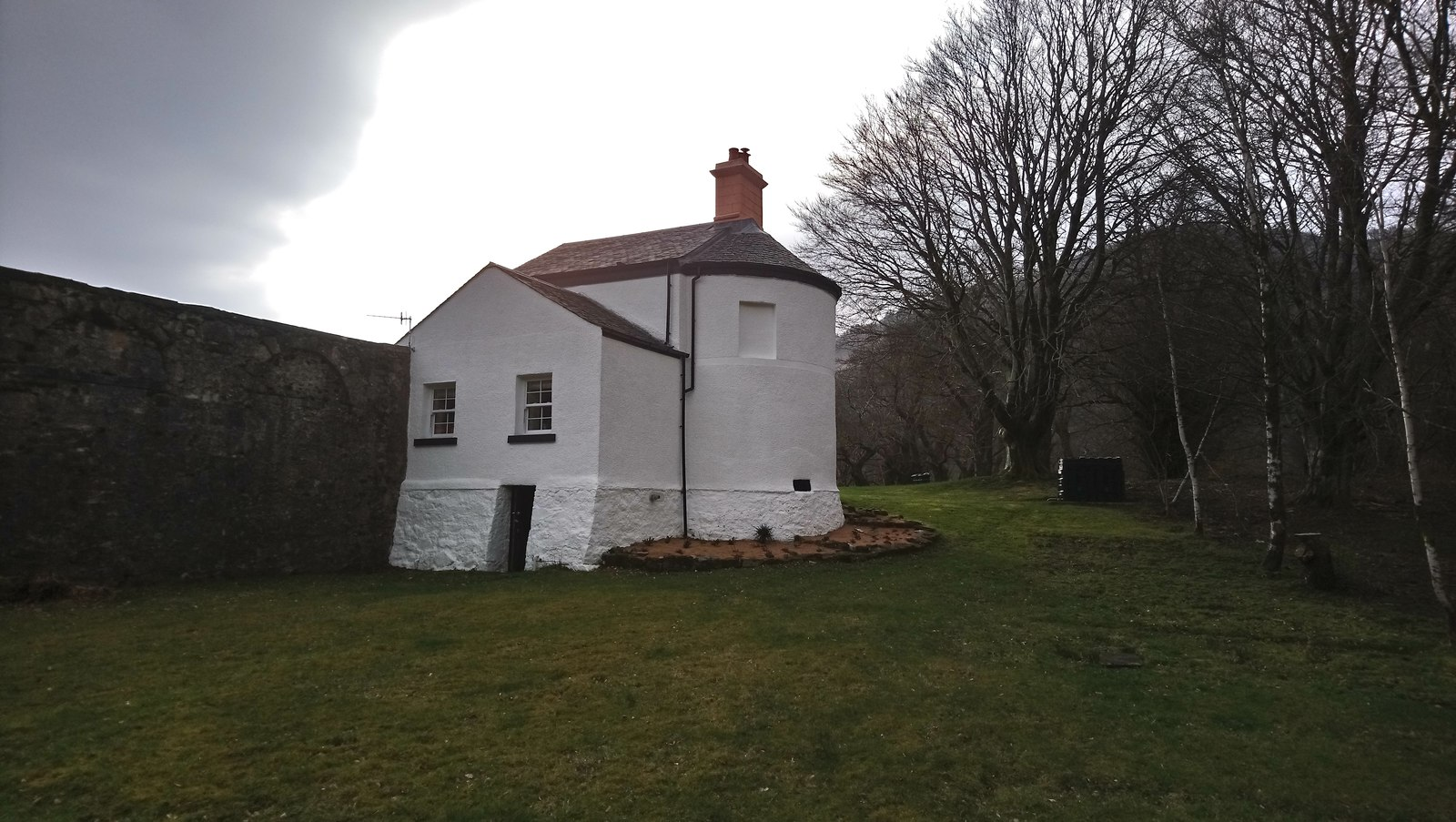
Die ersten beiden Bögen der Ziermauer angrenzend an die Garron Lodge

Die Ziermauer der Garron Bridge ist eine steinerne Mauer, die etwa 2,5 km nordöstlich der schottischen Stadt Inveraray am Kopf von Loch Shira, einer Nebenbucht des Meeresarmes Loch Fyne, gelegen ist. Sie bildet einen Sichtschutz für den rückwärtigen Garten der Garron Lodge und überbrückt dabei die Strecke zwischen der Lodge und der östlich gelegenen Garron Bridge, welche die Mündung des Shira überspannt. Bis zum Bau der neuen Brücke verlief die A83, die den Süden der Region bis zur Halbinsel Kintyre an den Central Belt anschließt, über die Garron Bridge und der Verkehr floss unmittelbar an der Mauer vorbei.
Die Mauer wurde zusammen mit der Garron Lodge in den Jahren 1775 bis 1776 errichtet. Als Architekt war Robert Mylne für die Planung verantwortlich. Ursprüngliche Pläne sahen die Fortsetzung der Ziermauer auf der gegenüberliegenden Seite der Garron Bridge vor, welche ebenfalls mit einem Landhaus schließen sollte. Diese Arbeiten wurden jedoch nicht mehr ausgeführt. 1971 wurde die Garron Lodge in die schottischen Denkmallisten in der höchsten Kategorie A aufgenommen.

## Beschreibung
Mittig in der etwa 26 m langen Mauer ist ein offener Bogen gearbeitet, welcher in den parkähnlichen Garten führt. Er ist im Stile eines Torbogens gearbeitet und erhebt sich mit einem verzierten Aufsatz über den Rest der Mauer. In der beidseitigen Fortsetzung der Mauer sind symmetrisch jeweils sechs blinde Segmentbögen gemauert, die in ihrer Ausführung dem zentralen Bogen entsprechen. Entlang der Mauer verläuft etwa auf halber Höhe ein gemauertes Zierband. Die Mauer schließt bündig mit dem kurzen, einstöckigen Seitenflügel der Garron Lodge ab und entspricht in der Höhe dessen Traufhöhe. Wie auch die Lodge selbst ist die Mauer in der traditionellen Harling-Technik verputzt.